# 中華民俗村
中華民俗村是一座閩南式建築風格的古厝，並附設遊樂器材的小型遊樂園區，位於嘉義縣中埔鄉，緊鄰吳鳳廟旁，透過阿里山公路可抵。中華民俗村原是吳鳳紀念公園，後來改名阿里山遊樂世界。於西元2012年12月中倒閉。現為詩情花園度假村。

## 園內景點
- 水榭花台
- 原住民蠟像館
- 玉屏風館
- 月下老人廟
- 慶豐蠟像大街
- 古早文化家居館
- 閩式建物
- 哇莎米文化館
- 孔雀擺尾花園

## 外部連結
- 詩情花園渡假村官方網站（页面存档备份，存于）
- 詩情花園渡假村 Facebook（页面存档备份，存于）